# Anderson County, Kentucky
Anderson County är ett administrativt område i delstaten Kentucky, USA, med 21 421 invånare. Den administrativa huvudorten (county seat) är Lawrenceburg. 

## Geografi
Enligt United States Census Bureau har countyt en total area på 529 km². 525 km² av den arean är land och 4 km² är vatten. 

### Angränsande countyn
- Franklin County - nord
- Woodford County - öst
- Mercer County - sydost
- Washington County - syd
- Nelson County - sydväst
- Spencer County - väst
- Shelby County - nordväst